# Siegismund Justus Ehrhardt
Siegismund Justus Ehrhardt (Gemünde, 1732. szeptember 22. – Baszin, Szilézia, 1793. június 6.) protestáns teológus, diplomata, egyháztörténész.

## Életpályája
Siegismund Justus Ehrhardt Justus Adam Georg Ehrhardt († 1752. március 25.) gemündei lelkész és Barbara Margaretha Löber fia volt. Kezdetben főként apja tanította, majd 1748-1749 között Schweinfurtban Georg Christoph Metz professzornál tanult görögöt és héberül. 1749. május 1-jén beiratkozott az erlangeni egyetemre, 1750. április 30-án pedig a Jénai Egyetemre, ahol 1750. november 5-én felvették a latin társaságba. 1754-ben az alsó-frankországi Burgpreppachban vállalt lelkészi állást (felszentelése 1754. június 18-án Schweinfurtban), és 1754. október 15-én ott vette feleségül Johanna Margaretha Rosenbergert. Saját elmondása szerint ezután a würzburgi katolikus egyházmegyében az ottani protestáns lelkészek ellen irányuló ellenségeskedések miatt Alsó-Frankföldet el kellett hagynia. Ezt a beszámolót minden későbbi életrajz átvette. Valójában felesége 1760-ban vált el tőle, és csak két évvel később tért vissza a plébániára, hogy öngyilkosságot kövessen el, amiért az uraság és a gyülekezet őt hibáztatta, mire 1762 novemberében cselédlányával és későbbi második feleségével, Anna Dorothea Bräuniggel († 1770. március 30.) elhagyta otthonát. Kezdetben Lipcsében maradt, majd 1765-ben Berlinen keresztül a neumarki Radachba utazott, ahol az idős helyi papnak segédkezett. További sziléziai tartózkodások után (Glogau és Herrnstadt) 1768-ban a steinaui plébániatemplom diakónusa, végül 1774. május 23-án a Wohlau kerületben lévő Beschineben lelkész lett. 1773-ban felvették a Sziléziai Gazdasági-Patrióta Társaságba. Harmadszor is megnősült (1775. május 2.), neje Johanna Eleonora Stiller lett († 1796. március 1.), aki nem csekély vagyont hozott magával. Siegismund Justus Ehrhardt hosszú szenvedés után 1793. június 6-án halt meg.

## Munkái
Siegismund Justus Ehrhardt már nagyon korán bekapcsolódott a presbiterképzésbe. 1756-ban Burgpreppach plébániatörténetén dolgozott, és elkészítette a reformáció történetének és a közvetlen frankföldi szabad lovagrend egyháztörténetének tervezetét. Történelmi tanulmányokat végzett a Neumarkban. Steinaui tartózkodása alatt feldolgozta az ottani városházán őrzött középkori iratokat, amelyek tartalmát 1773-1774-ben Neue Diplomatische Beyträge címmel öt részben publikálta, és tervet készített a sziléziai egyház és prédikátorok teljes történetének megalkotására. Ennek érdekében temetési prédikációkat és egyházi anyakönyvek kivonatát gyűjtötte össze, és fokozatosan bővítette könyvtárát, amely valószínűleg az ezer kötetet is meghaladta. 1777-ben készült el nagy művének első kézirata, amelyet Breslauban a Sziléziai presbiteriológia kiadásáról szóló előzetes üzenettel jelentett be a nyilvánosságnak. Előzőleg Hoym tartományi minisztertől, sőt Nagy Frigyes királytól is támogatást kért életművéhez, de végül a túl kevés előrendelés miatt még kiadót sem talált. Ennek következtében 1780 és 1790 között saját költségén kellett kiadnia a protestáns Szilézia nagy presbiteriológiáját négy kötetben (Johann Gottfried Pappäsche nyomdájában Liegnitzben). Ez 3212 oldalon 600 gyülekezetet és mintegy 7000 lelkészt érintett, többnyire részletes személyi adatokkal és írásaik jegyzékével. Egy ötödik kötet, a Münsterbergi  Schweidnitzi Fejedelemségekre és Glatz megyére vonatkozóan nem tudott kinyomtatni halála előtt. Hagyatékából semmi sem maradt fenn. Nagy könyvtárát elárverezték, kéziratos gyűjteménye elveszett, és a breslaui városi könyvtárban őrzött, Steinau és Rützen falu és kastély történetére vonatkozó feljegyzéseit 1945-ben megsemmisítették. 
Ehrhardt munkája képezi az egész Sziléziára vonatkozó lelkészkönyv alapját 1945-ig, amelyet a második világháború vége óta először Johannes Grünewald lelkész, majd Dietmar Neß lelkész dolgozott fel. Az első kötet megjelenését 2013-ra jelentették be.

## Fordítás
Ez a szócikk részben vagy egészben  a   Siegismund Justus Ehrhardt című német Wikipédia-szócikk fordításán alapul.  Az eredeti cikk szerkesztőit annak laptörténete sorolja fel. Ez a jelzés csupán a megfogalmazás eredetét és a szerzői jogokat jelzi, nem szolgál a cikkben szereplő információk forrásmegjelöléseként.